# Octavio López Aguilar
Octavio López Aguilar (Ciudad de Guatemala; 25 de marzo de 1948) es un exfutbolista guatemalteco que era defensa. Es apodado tenaza y jugó en seis clubes de su país.

## Selección nacional
Fue parte de la selección de Guatemala en la ronda preliminar del Campeonato de Naciones de la Concacaf de Trinidad y Tobago 1971 y calificó a Haití 1973, donde culminó en quinto lugar.

### Participaciones en Campeonatos Concacaf
| Copa                                       | Sede  | Resultado     | Part. | Goles |
| ------------------------------------------ | ----- | ------------- | ----- | ----- |
| Campeonato de Naciones de la Concacaf 1973 | Haití | Quinto puesto | 1     | 0     |

## Clubes
| Club                      | País      | Año       |
| ------------------------- | --------- | --------- |
| Marquense                 | Guatemala | 1965      |
| Ron Botrán                | Guatemala | 1966      |
| Xelajú Mario Camposeco    | Guatemala | 1966-1969 |
| Aurora                    | Guatemala | 1969-1976 |
| Comunicaciones            | Guatemala | 1976-1978 |
| Universidad de San Carlos | Guatemala | 1978      |

## Palmarés

### Títulos nacionales
| Título        | Equipo         | País      | Año     |
| ------------- | -------------- | --------- | ------- |
| Liga Nacional | Aurora         | Guatemala | 1975    |
| Liga Nacional | Comunicaciones | Guatemala | 1977-78 |

### Títulos internacionales
| Título                           | Equipo         | País      | Año  |
| -------------------------------- | -------------- | --------- | ---- |
| Copa de Campeones de la Concacaf | Comunicaciones | Guatemala | 1978 |